# دوشان ووکوتیچ
دوشان ووکوتیچ (به کرواتی: Dušan Vukotić) (زاده ۷ فوریه ۱۹۲۷ – درگذشته ۸ ژوئیه ۱۹۹۸) فیلم‌ساز و کارتونیست برنده جایزه اسکار اهل مونته‌نگرو در جمهوری فدرال سوسیالیستی یوگسلاوی و مهم‌ترین عضو مکتب انیمیشن زاگرب و از بنیانگذاران استودیو زاگرب فیلم بود.

## پیشینه
ووکوتیچ پس از افتتاح استودیو زاگرب فیلم در تأسیس استودیو پویانمایی آن مشارکت کرد. جدیت او و دیگر انیماتورهای این تشکل باعث شکل‌گیری مکتب انیمیشن زاگرب گردید. در مکتب زاگرب اصل کار بر سادگی و خلق کاراکترهایی بود که کودکان و بزرگسالان به تمام معنی آنها را در زندگی خود لمس کنند. طنز؛ سادگی و غلبه محتوی بر فرم از اصلی‌ترین عناصر تشکیل‌دهنده سیاست هنری انیماتورهای مکتب زاگرب بود. خالقان این انیمیشن‌ها موضوع را بسیار مهم می‌دانستند و سادگی در بیان آن را برای تماشاگران جا انداختند.

## جایزه اسکار
اولین موفقیت جهانی برای سینمای مونته‌نگرو در سال ۱۹۶۱ به دست آمد. دوشان ووکوتیچ برای انیمیشن جایگزین جایزه اسکار بهترین انیمیشن کوتاه را بدست آورد. در ۱۹۶۴ نیز وی با انیمیشن بازی نامزد دریافت جایزه اسکار بهترین انیمیشن بود.
در سال ۱۹۵۳، ووکوتیچ به یکی از اعضای بنیانگذار استودیو زاگرب فیلم تبدیل شد. وی بیش از ۴ دهه در آنجا کار کرد.